# Jumeaux mais pas trop
Pour plus de détails, voir Fiche technique et Distribution.
Jumeaux mais pas trop est un film français réalisé par Olivier Ducray et Wilfried Méance, sorti en 2022.
Il est présenté en avant-première au festival international du film de comédie de l'Alpe d'Huez 2022, où il obtient le prix du public, avant sa sortie en salles quelques mois plus tard.

## Synopsis
Après un test ADN de la justice, Anthony (Ahmed Sylla), 33 ans, découvre qu'il a un frère jumeau. Nés sous X, les deux frères auraient été séparés à la naissance. Anthony découvre avec d'autant plus de surprise que son frère est blanc, alors que lui est noir. De plus, il s'agit de Grégoire Beaulieu (Bertrand Usclat), candidat star des élections législatives à venir. Pour approcher son frère, Anthony va se faire engager comme chauffeur, sans révéler tout de suite qui il est réellement.

## Fiche technique
Sauf indication contraire, les informations mentionnées dans cette section peuvent être confirmées par la base de données cinématographiques IMDb,  présente dans la section « Liens externes ».
- Titre original : Jumeaux mais pas trop
- Réalisation : Olivier Ducray et Wilfried Méance
- Scénario : Jean-Paul Bathany, Olivier Ducray et Wilfried Méance
- Musique : Alexis Rault
- Décors : Sébastien Danos
- Costumes : Laetitia Bouix
- Photographie : Denis Rouden
- Montage : Olivier Michaut-Alchourroun
- Production : Antoine Pezet et Jerôme Corcos
- Société de production : Nac Films
- Société de distribution : SND (France)
- Budget : n/a
- Pays de production :  France
- Langue originale : français
- Format : couleur
- Genre : comédie
- Durée :  98 min
- Dates de sortie[1] : France : 20 janvier 2022 (festival de l'Alpe d'Huez) ; 28 septembre 2022

## Distribution
Sauf indication contraire, les informations mentionnées dans cette section peuvent être confirmées par les bases de données cinématographiques IMDb et Allociné,  présentes dans la section « Liens externes ».
- Ahmed Sylla : Anthony Girard
- Bertrand Usclat : Grégoire Beaulieu, frère jumeau d'Anthony
- Pauline Clément : Noémie Vignon
- Isabelle Gélinas : Patricia Beaulieu, mère de Grégoire
- Gérard Jugnot : Patrice Beaulieu, père de Grégoire
- Nicolas Marié : Gérald Morand
- Jean-Luc Bideau : Paul Girard, père d'Anthony
- Jean-Michel Lahmi : Jean-François Deltor
- Amélie Prevot : Marie-France
- Marc Riso : Maître Fraises, avocat commis d'office d'Anthony
- Elisabeth Duda : journaliste CNews
- Philippe Chaine : ?
- Claude Perron : Claire (caméo)
- Medi Sadoun : Docteur Lefrançois (caméo)
- François Bureloup : le mari de Claire
- Romain Lancry : Mathieu
- Johan Cuny : Inspecteur Solansse
- Claudette Walker : Marie-France Hardy
- Anne Loiret : La juge
- Ladji Doucouré : Djibril
- Christophe Ntakabanyura : Maître Ibamy
- Lauriane Escaffre : Journaliste FR3 Région
- Yannick Muller : Présentateur CNEWS

## Production

### Genèse et développement
L'idée de départ du film est développée par la société de production NAC après lecture d'un article paru dans la presse à propos de jumeaux de couleurs de peau différentes. Olivier Ducray et Wilfried Méance, qui ont fréquenté la même école et ont tourné le court Mon petit Bernard, coécrivent le scénario avec Jean-Paul Bathany.
Les deux réalisateurs vont choisir Bertrand Usclat pour le rôle du frère conservateur, car les deux hommes l'avaient découvert dans ce rôle récurrent qu'il tenait sur la plateforme Broute.

### Tournage
Le tournage a lieu à Angoulême, Fouras et sur le pont de l’île de ré pendant l'été 2021.

## Accueil

### Sortie
Le film est présenté au festival international du film de comédie de l'Alpe d'Huez 2022, où il obtient le prix du public. Il sera également présenté au festival du film français d'Helvétie 2022 le 17 septembre 2022. Il sort ensuite dans les salles françaises le 28 septembre 2022.

### Critique
En France, le site Allociné donne une moyenne de 2,9⁄5, après avoir recensé 15 critiques de presse.
Bien que le film suscite peu l'intérêt des critiques de cinéma dans la presse, ceux qui y ont prêté attention furent plutôt satisfaits de la découverte. Parmi les critiques les plus positives, Le Parisien estime que « les scénaristes ont eu la bonne idée de ne pas trop tirer sur le ressort comique de la gémellité et de développer une intrigue riche, bien ficelée. Et même touchante dès qu’on suit le rapprochement entre les deux frères et leur quête de leurs origines ».
Pour la critique des Fiches du cinéma, la comédie réussit à jouer « habilement des clichés pour amorcer un virage inattendu mais réussi vers l’émotion », critique globalement positive. Pour Le Journal du dimanche, le « duo Usclat-Sylla fonctionne à merveille, le scénario évite les clichés et l’abus de bons sentiments tandis qu’une galerie de seconds rôles savoureux donne du piquant à l’ensemble ».
Pour le journal régional La Voix du Nord, la distribution est réussie avec une « belle idée », celle de réunir Ahmed Sylla, « qui s’affirme de film en film », et Bertrand Usclat, « qui prend de plus en plus ses aises au cinéma ». Toutefois, la critique est d'avis que « cette sympathique comédie souffre de ressorts un peu artificiels et d’un sérieux problème de tempo ».
Le critique de Première reproche par contre « la rengaine de deux types diamétralement opposés (physiquement comme politiquement) que la vie va réunir », là où d'autres critiques, comme celle de La Voix du Nord, estime qu'il s'agit d'un « grand classique qui fait mouche ». Pour Première, le film « souffre autant de ce cliché qu'il s'en amuse », mais tombe d'accord sur le talent comique du duo principal et souligne les « quelques séquences émotion chèrement gagnées [qui] s'imposent entre deux vannes ».
Le site focus-cinéma a une critique similaire à ce qui a été dit précédemment, parlant de « quelques clichés faciles », d'un « buddy movie [aux contours] simplistes », mais laissant entrevoir « un petit parfum de comédie sociale plutôt charmante » sans être « boursouflé par un cocktail de bons sentiments indigeste ».
Le site Ecran Large est très négatif quant au film : « Pas drôle, pas beau, pas émouvant, pas divertissant, pas bienveillant. Inversement à la boîte de Pandore, toutes les bonnes choses ont fui Jumeaux mais pas trop et ne reste que cet unique qualificatif collé au fond : désespérant. Ne l'ouvrez pas. ».

### Box-office
Pour son premier jour d'exploitation en France, Jumeaux mais pas trop réalise le meilleur démarrage des nouveautés avec 46 253 entrées, dont 24 259 en avant-première, pour 529 copies, devant la palme d'or Sans filtre (36 565). Au bout d'une première semaine d'exploitation, le long-métrage se classe troisième du box-office avec 210 444 entrées, avant-première cumulées, derrière Smile (226 686) et devant la palme d'or Sans filtre (179 786). En semaine 2, le long-métrage perd deux places avec 112 870 entrées supplémentaires, derrière Ticket to Paradise (176 153) et devant Sans filtre (105 276).
| Pays ou région | Box-office      | Date d'arrêt du box-office | Nombre de semaines |
| -------------- | --------------- | -------------------------- | ------------------ |
| France         | 434 896 entrées | 15 novembre 2022           | 7                  |
| Total mondial  | - $             | -                          | -                  |

## Distinction

### Récompense
- Festival international du film de comédie de l'Alpe d'Huez 2022 : Prix du public[2]